# Dźwięki muzyki (film)
Dźwięki muzyki (ang. The Sound of Music) – amerykański film muzyczny w reżyserii Roberta Wise’a. Obraz nagrodzony Oscarem dla najlepszego filmu roku oraz Złotym Globem dla Najlepszego filmu komediowego lub musicalu. Filmowa adaptacja broadwayowskiego musicalu Dźwięki muzyki autorstwa Richarda Rodgersa i Oscara Hammersteina II oraz autobiografii arystokratki Marii von Trapp.

## Produkcja
Zdjęcia do filmu kręcono od marca do września 1964 roku w austriackich plenerach Salzburga i okolic (m.in. opactwo Mondsee w Górnej Austrii), a także w Bawarii (np. scena początkowa na górze koło miejscowości Marktschellenberg; scena finałowa na górze Obersalzberg). Część scen powstała również w studiu wytwórni 20th Century Fox w Los Angeles.

## Fabuła
Salzburg w Austrii, rok 1938, ostatnie szczęśliwe dni lat trzydziestych. Maria jest młodą i bardzo sympatyczną dziewczyną, która od dziecka chciała zostać zakonnicą. Już jako mała dziewczynka zakradała się do klasztoru i zaglądała do ogrodu matki przełożonej. Z tego też powodu, gdy tylko dorosła, wstąpiła do klasztoru jako nowicjuszka. Szybko jednak okazało się, że jej buntowniczy charakter nie jest w stanie wytrzymać twardych warunków życia w klasztorze. Maria po kolei łamie wszystkie zakazy: wybiega w góry i śpiewa, spóźnia się na każde spotkanie (poza posiłkami), nosi loki i często się śmieje, a do tego jest gadatliwa. Właśnie wybiega w góry by pośpiewać i spóźnia się na modlitwę (piosenka „Sound of Music”). Siostra Berta, znana z surowości, wyraża przed matką przełożoną opinię, że Marię należy wydalić z zakonu. Siostra Margaretta uważa jednak, że należy dać jej jeszcze szansę, albowiem “wełna czarnej owcy jest równie ciepła”. Inne zakonnice, zapytane o zdanie, oznajmiają, że bardzo lubią Marię, ale wszystkie są zgodne co do tego, że nie nadaje się ona do zakonu (piosenka „Maria”). Matka przełożona wzywa więc Marię do siebie i próbuje się od niej dowiedzieć, jaka droga będzie dla niej najlepsza. Dziewczyna właściwie sama nie jest tego pewna – chce być w zakonie, ale jednocześnie pragnie przygód. Matka przełożona zleca jej więc ważne zadanie, mające wskazać dziewczynie jej ścieżkę życia: Maria zostanie guwernantką siedmiorga dzieci owdowiałego kapitana Georga von Trappa, oficera marynarki w stanie spoczynku, mającego ostatnio problemy z utrzymaniem u siebie nauczycielki.
Maria z początku jest przerażona perspektywą opiekowania się siedmiorgiem dzieci, ale szybko odzyskuje pogodę ducha i z radością pędzi na swoje stanowisko, rozmyślając przy tym, jak wspaniałe będzie jej życie („I have confidence”). W domu najpierw bierze lokaja za kapitana, później przed samym kapitanem jest bardzo zmieszana, gdyż “nie wygląda on na wilka morskiego”, a do tego sukienka, którą Maria nosi, zdaniem jej nowego pracodawcy jest brzydka i nie nadaje się do pracy. Kapitan, wytłumaczywszy Marii, jakie jest zadanie (czyli wychowanie dzieci w dyscyplinie wojskowej) wzywa swoje potomstwo gwizdkiem, a następnie każe dziewczynie nauczyć się, jaki sygnał wzywa które dziecko, a także żąda, by ona sama reagowała na takie wezwanie, Maria jednak oburzona oznajmia, że nie jest zwierzęciem i nie będzie biegać na gwizdek. Później następuje poznanie głównej bohaterki z dziećmi kapitana, noszącymi jakże wdzięczne imiona: Liesl (16 lat), Friedrich (14 lat), Louisa (13 lat), Kurt (11 lat), Brigitta (10 lat), Marta (7 lat) i Gretl (5 lat). Dzieci przedstawiają się swojej opiekunce w wyjątkowo wesoły sposób, dają jej także fałszywe rady, jak być guwernantką. Podstępnie też podkładają jej żabę do kieszeni, co Marii niezbyt się spodobało, zwłaszcza że (jak się później dowiedziała) innej swojej opiekunce dzieci podrzuciły kiedyś węża. Przy obiedzie Maria siada na szyszce, którą podłożył Kurt. Następnie dziewczynki płaczą, kiedy Maria wygłosiła krótką mowę o ich szlachetności. Przy stole kapitan dostaje telegram z Wiednia (Liesl, gdy dowiaduje się, kto go przywiózł, szybko opuszcza jadalnię). Ojciec wyjaśnia dzieciom, że wyjeżdża jutro do Wiednia, w odwiedziny do baronowej Elsy von Schraeder, którą ma zamiar tu przywieźć, a wraz z nią uwielbianego przez dzieci swego przyjaciela i kuzyna, Maxa Detweilera. Liesl spotyka się w ogrodzie z Rolfem, młodym siedemnastolatkiem rozwożącym telegramy, w którym od dawna jest zakochana. Chłopak wyraża swoją obawę o Liesl, gdyż jest ona jeszcze bardzo młoda i niewiele wie o życiu, więc postanawia, że on ją wprowadzi w świat („Sixteen, going on seventeen”).
Wieczorem Maria dostaje obiecane przez kapitana materiały na nowe suknie. Dziewczyna chce również prosić pracodawcę o pozwolenie uszycia dzieciom “ubranek do zabawy”. Służąca wyznaje jej, że pan von Trapp kieruje tym domem, jakby dowodził okrętem, a poza tym myśli od dawna o poślubieniu baronowej. Maria jest tym zachwycona: przecież dzieci będą miały nową matkę. W modlitwie więc prosi Boga o możliwość przygotowania dzieci do tego wydarzenia. Modlitwę przerywa jej Liesl, która wróciła ze schadzki przez okno w jej pokoju. Maria po krótkiej rozmowie szybko domyśla się przyczyny tajemniczego zniknięcia nastolatki, ale postanawia zachować ten fakt dla siebie. Każe też, by Liesl się przebrała i przyszła z nią pogadać. Dziewczynie bardzo się podoba nowa guwernantka. Po chwili do pokoju Marii wpada Gretl przerażona burzą, a później cała reszta dzieci, w tym również chłopcy. Maria pociesza ich, ucząc, by za każdym razem, gdy poczują się nieszczęśliwi, myśleli o przyjemnych rzeczach („My favorite things”). Wesołą zabawę przerywa kapitan, wysyłając dzieci do łóżek. Maria prosi go o materiały na “stroje do zabawy”, ale von Trapp nie chce nawet o tym słyszeć. Dziewczyna jednak i tak postawiła na swoim. Pamiętając, że ma dostać nowe zasłony do okien, wpada na genialny pomysł. Następnego dnia kapitan wyjeżdża, zaś Maria zabiera dzieci do miasta, a potem na piknik w góry. Każde z dzieci ma strój do zabawy uszyty ze starych zasłon. Trwa wesoła zabawa. Później Maria, dowiedziawszy się, że dzieci nie znają muzyki i nie umieją śpiewać, uczy ich tego. Jej piosenki bardzo przypadają do gustu młodym von Trappom („Do-Re-Mi”).
Tymczasem kapitan wraca do domu z baronową i Maxem. Cała trójka toczy wesołą rozmowę w samochodzie, prym w niej zaś wiedzie Max. Przyjaciel kapitana ma poważne plany związane z Salzburgiem. Liczy na to, że uda mu się tu odnaleźć jakiś chórek, który mógłby wystawić na najbliższym festiwalu. Po drodze cała trójka widzi grupę dzieci, wspinających się na drzewa. Kapitan nie domyśla się nawet, że to są jego własne dzieci. W domu Max zajada się struclą, zaś von Trapp i baronowa toczą rozmowy o przyszłości. Baronowa ma nadzieję, że została tu wezwana na próbę, która ostatecznie pozwoli jej zostać panią kapitanową. O swoich podejrzeniach zwierza się Maxowi. Tymczasem pojawia się Rolf z depeszą do Maxa. Widząc kapitana salutuje mu “Heil Hitler”, co von Trappowi, jako antyfaszyście, bardzo się nie podoba, więc traktuje on chłopaka ostro. Później zamyśla się nad Austrią, która według niego, odchodzi w niepamięć. Nagle widzi przepływającą po rzece łódkę z Marią i jego dziećmi na pokładzie. Wszyscy oni, na jego widok, przechylają się w łodzi i wpadają do wody – na szczęście ta jest płytka. Kapitan przedstawia dzieciom baronową, a następnie przeprowadza poważną rozmowę z Marią. Dziewczyna jednak, choć przerażona, broni swojego sposobu wychowania dzieci. Dochodzi nawet do ostrej wymiany zdań pomiędzy guwernantką a jej pracodawcą. Maria zarzuca kapitanowi, że odsuwa się on od swoich dzieci. Rezultat rozmowy jest łatwy do przewidzenia: von Trapp każe dziewczynie wynosić się do klasztoru. Nagle słyszy śpiew swoich dzieci, które śpiewają właśnie baronowej, a ta jest tym bardzo zachwycona („Sound of music – reprise”). Kapitan wzruszony tą sceną przypomina sobie dawne czasy i postanawia się zmienić, a następnie przeprasza Marię i prosi, by została u nich.
Następnego dnia dzieci z pomocą Marii wystawiają przed ojcem, baronową i Maxem marionetkowe przedstawienie („The lonely goatherd”). Max wpada na pomysł, by właśnie dzieci von Trappa stworzyły grupę wokalną, którą on wystawi na najbliższym festiwalu, kapitan jednak nie zgadza się na to. Później, na prośbę Marii i dzieci von Trapp śpiewa wzruszającą piosenkę o szarotce („Edelweiss”). Baronowa proponuje, by urządzić bal z okazji jej przybycia. Dzieci są tym zachwycone. Na balu wszyscy dobrze się bawią. Dzieci obserwują przyjęcie z ogrodu, Liesl nawet próbuje tańczyć z niewidzialnym partnerem, którego zastępuje Friedrich. Następnie Kurt, zainteresowany lendlerem (austriackim tańcem ludowym), prosi Marię, by go nauczyła tego tańca. Wesołą lekcję przerywa kapitan, który daje dzieciom prawdziwy popis tańcząc z Marią. Dziewczyna cała się rumieni. Spostrzega to baronowa i zaczyna być zazdrosna. Kiedy już czas spać, dzieci żegnają się z gośćmi w muzyczny sposób, co budzi powszechny podziw („So long, farewell”). Niezadowolony jest jedynie pan Zeller, nazista, który daje kapitanowi wyraźnie do zrozumienia, co myśli o jego poglądach politycznych. Von Trapp jest wściekły i obraża Zellera, który odtąd staje się jego wrogiem. Jednocześnie Max prosi Marię, by towarzyszyła mu przy kolacji. Dziewczyna nie ma jednak odpowiedniej sukni, idzie więc się przebrać. Za nią idzie baronowa, która pod pretekstem pomocy w wyborze sukni mówi do Marii, że kapitan się w niej zakochał, ale nie należy brać tego na poważnie, gdyż miłostki von Trappa trwają bardzo krótko. Dziewczyna zrozpaczona pakuje swoje rzeczy i wraca do klasztoru. Nazajutrz wszyscy są zasmuceni z powodu odejścia Marii. Dzieci nie potrafią już się śmiać, kapitan jest jakiś dziwnie przygnębiony, nawet baronowa czuje drobne wyrzuty sumienia. Dzieci pytają ojca o Marię, a także o to, czy będą mieć nową guwernantkę. Kapitan jednak wyjaśnia im, że teraz będą mieli nową matkę, gdyż postanowił ożenić się z baronową. Dzieci są zasmucone. Nie mają pojęcia, iż baronowa ma zamiar po swoim ślubie wysłać je do szkół z internatem. Cała siódemka młodych von Trappów idzie do klasztoru, by zobaczyć się z Marią. Spotykają siostrę Margarettę, która wyjaśnia im, że Maria jest w odosobnieniu i nie chce nikogo widzieć. Są tym bardzo zrozpaczone, podobnie jak matka przełożona, która kocha Marię jak własną córkę. Wzywa więc dziewczynę do siebie i dowiaduje się jej powodów odejścia od von Trappów. Maria zwierza się jej, że kocha kapitana, ale uważa, że nie ma do tego prawa, gdyż chce służyć Bogu. Matka przełożona tłumaczy jednak swojej podopiecznej, iż miłość do kapitana nie oznacza wcale braku miłości do Boga. Dodaje też, że klasztor to nie jest miejsce, które chroni przed problemami, bo z kłopotami należy się zmierzyć osobiście. Radzi więc Marii wrócić do von Trappów i odnaleźć własną drogę życiową („Climb every mountain”).
W domu von Trappów kapitan wypytuje dzieci, gdzie były całe popołudnie. Dzieci nie chcą się do tego przyznać i mówią, że były w lesie na poziomkach – zebrały ich dużo i zjadły. Kapitan więc oznajmia im, iż w takim razie nie są już głodne i nie muszą jeść obiadu. Liczy, że dzieci z głodu powiedzą prawdę. One jednak trzymają się dzielnie, próbują także śpiewać o swoich ulubionych rzeczach. Nie wychodzi im to jednak, ale nagle słyszą znajomy głos, który śpiewa tę samą piosenkę. Jest to Maria, ostatecznie przekonana do powrotu do domu kapitana („My favorite things – reprise”). Dzieci są uradowane, Maria także, jednak humor znika z jej twarzy, gdy dowiaduje się o zaręczynach kapitana z baronową. Wieczorem narzeczeni rozmawiają ze sobą. Baronowa snuje plany na przyszłość, ale von Trapp oznajmia Elsie, że nie jest wobec niej uczciwy. Baronowa, która w gruncie rzeczy nie była wcale taka zła, żegna się z kapitanem zwracając mu słowo, a do tego również sama pcha go w ręce Marii dając mu do zrozumienia, że dziewczyna go kocha. Kapitan idzie do altany, gdzie spotyka Marię. Oboje rozmawiają przez chwilę. Von Trapp wyznaje ukochanej miłość i oświadcza, że on i baronowa odwołali zaręczyny. Maria nie może uwierzyć w swoje szczęście. Przyznaje się kapitanowi, że również go kocha, następnie oboje się całują („Something good”). Wkrótce też (ku wielkiej radości dzieci i sióstr zakonnych) zakochani biorą ślub („Maria – reprise”).
Niestety, kiedy kapitan i Maria wyjeżdżają w podróż poślubną, zaś Max tworzy z dzieci von Trappa grupę wokalną, w Austrii zostaje wprowadzony Anschluss, kraj jest już przyłączony do faszystowskich Niemiec i władzę w nim przejmują hitlerowcy. Zeller, który teraz jest gauleiterem, szuka kapitana von Trappa. Znajduje tylko jego dzieci szykujące się wraz z Maxem do festiwalu (przedstawienie to ma być dowodem, że w Austrii nic się nie zmieniło). Zeller wypytuje Maxa, gdzie jest kapitan, nie dowiaduje się jednak niczego nowego, poza tym, co sam już wie. Dzieci są zasmucone, przeczuwają zbliżające się niebezpieczeństwo. Max na próżno stara się je pocieszyć. Samopoczucie pogarsza również spotkanie Liesl z ukochanym Rolfem, który teraz jest w Hitlerjugend. Chłopak każe jej, by przekazała ojcu telegram z Berlina. Dzieci wracają do domu, gdzie czeka na nie ojciec i ich nowa mama, Maria. Kapitan jest zły; ktoś zawiesił nad jego domem hitlerowską flagę. W rozmowie z Maxem wyraża swoją złość na nazistów, a także na to, że Max, zamiast tak jak on otwarcie sprzeciwiać się hitlerowcom, woli im się nie narażać i jest wobec nich bardzo uległy. Przy okazji nadal nie zgadza się na publiczny występ swoich dzieci. Liesl jest zasmucona, gdyż podejrzewa, że Rolf już jej nie kocha. Prosi o pomoc Marię, która na szczęście umie ją jeszcze pocieszyć („Sixteen, going on seventeen – reprise”). Później kapitan przyznaje się żonie, że w telegramie, który przekazała mu Liesl, jest wezwanie do Bremerhaven, gdzie ma objąć dowództwo nad okrętem hitlerowskiej marynarki wojennej. Wie, że jeśli odmówi, zginie on i jego rodzina, jeśli się zaś zgodzi, to wówczas będzie pomagał mordercom. Widzi więc tylko jedną możliwość – ucieczkę do Szwajcarii, kraju neutralnego. W nocy cała rodzina von Trappów z Maxem po cichu wyprowadza samochód przed dom. Tam jednak czają się hitlerowcy z Zellerem na czele. Pilnowali oni, by kapitan nie zrobił tego, co właśnie zamierzał zrobić. Zeller ma za zadanie osobiście odwieźć von Trappa do Bremerhaven, ale kapitan wmawia mu, że wybiera się z żoną i dziećmi na festiwal, gdzie razem będą występować. Max ma program przedstawienia, więc ich tłumaczenia zostają przyjęte. Hitlerowcy zatem osobiście odwożą von Trappów na festiwal i pilnują ich z widowni. Przedstawienie jest wspaniałe, grupa wokalna rodziny von Trapp zdobywa uznanie publiczności. Rodzina najpierw śpiewa piosenkę o muzyce („Do-Re-Mi – reprise”), potem o szarotce („Edelweiss – reprise”), a następnie Max tłumaczy publiczności, że długo nie zobaczy ona kapitana, gdyż musi on objąć “nowy posterunek”, proponuje więc na bis jeszcze jedną piosenkę von Trappów. Jest to piosenka pożegnalna – ta sama, którą dzieci śpiewały na balu („So long, farewell – reprise”). Potem następuje wręczenie nagród. Pierwsze miejsce zdobywają von Trappowie, ale okazuje się, że ich nie ma. Korzystając bowiem z okazji, iż nikt na nich nie patrzy, uciekli.
Hitlerowcy ruszają w pościg. Pogoń dociera do klasztoru – tego samego, w którym kiedyś przebywała Maria. Tam, jak słusznie sądzi Zeller, ukrywa się kapitan z rodziną. Na szczęście matka przełożona ukrywa zbiegów tak, że hitlerowcy ich nie znajdują. Ostrzega również, że wszystkie granice zostały zamknięte. Kapitan decyduje się na ucieczkę przez Alpy. Tymczasem żołnierze przetrząsają klasztor. Jest wśród nich Rolf. Słyszy on Liesl, która nie wytrzymała, by nie westchnąć na jego widok. Czai się za posągiem i przyłapuje uciekinierów. Kapitan próbuje go przekonać, by uciekał z nimi nim będzie za późno, chłopak jest już jednak duszą oddany hitlerowcom. Nie potrafi co prawda zastrzelić kapitana, ale alarmuje swoich przełożonych. Von Trappowie muszą uciekać autem. Faszyści nie mogą ich jednak ścigać, gdyż dwie zakonnice (siostra Berta i siostra Margaretta) wyjmują z silników ich samochodów kilka niezbędnych części. Kapitan z dziećmi i Marią przekracza w Alpach austriacką granicę i cała rodzina rusza spokojnie w stronę neutralnej Szwajcarii („Climb every mountain – reprise”).

## Obsada
- Julie Andrews – Maria Augusta von Trapp
- Christopher Plummer – Kapitan Georg Ludwig von Trapp
- Peggy Wood – Matka Przełożona
- Margery McKay – Matka Przełożona (śpiew)
- Charmian Carr – Liesl von Trapp
- Richard Haydn – Max Detweiler
- Nicholas Hammond – Friedrich von Trapp
- Heather Menzies – Louisa von Trapp
- Duane Chase – Kurt von Trapp
- Angela Cartwright – Brigitta von Trapp
- Debbie Turner – Marta von Trapp
- Kym Karath – Gretl von Trapp
- Eleanor Parker – Baronowa Elsa Schraeder
- Daniel Truhitte – Rolf
- Ben Wright – Zeller
- Portia Nelson – Siostra Berta
- Anna Lee – Siostra Margaretta
- Norma Varden – Pani Schmidt
- Gilchrist Stuart – Franz
- Marni Nixon – Siostra Zofia
- Evadne Baker – Siostra Berenika
- Doris Lloyd
- Maria Augusta von Trapp – kobieta w tle
- Doreen Tryden – Siostra Agata (niewymieniona w czołówce)

i inni

## Nagrody Akademii Filmowej
| Status    | Nagroda                           | Zwycięzca/Nominowany                                       |
| --------- | --------------------------------- | ---------------------------------------------------------- |
| Nagroda   | Najlepszy film                    | Robert Wise (producent)                                    |
| Nagroda   | Najlepszy reżyser                 | Robert Wise (reżyser)                                      |
| Nagroda   | Najlepsza muzyka                  | Irwin Kostal (kompozytor)                                  |
| Nagroda   | Najlepszy montaż                  | William H. Reynolds (montażysta)                           |
| Nagroda   | Najlepszy dźwięk                  | James Corcoran Fred Hynes (dźwiękowcy)                     |
| Nominacja | Najlepsza aktorka pierwszoplanowa | Julie Andrews (Maria von Trapp)                            |
| Nominacja | Najlepsza aktorka drugoplanowa    | Peggy Wood (Matka Abbess)                                  |
| Nominacja | Najlepsze zdjęcia kolorowe        | Ted D. McCord (operator)                                   |
| Nominacja | Najlepsze kostiumy kolorowe       | Dorothy Jeakins (kostiumolog)                              |
| Nominacja | Najlepsza scenografia             | Boris Leven Walter M. Scott Ruby R. Levitt (scenografowie) |